# Семиренки (Хмельницкая область)
Семиренки (укр. Семиреньки) — село в Староконстантиновском районе Хмельницкой области Украины.
Население по переписи 2001 года составляло 242 человек. Почтовый индекс — 31172. Телефонный код — 3854. Занимает площадь 1,421 км². Код КОАТУУ — 6824287303.

## Местный совет
31172, Хмельницкая обл., Староконстантиновский р-н, с. Самчинцы